# Propaganda britanică în timpul celui de-al Doilea Război Mondial

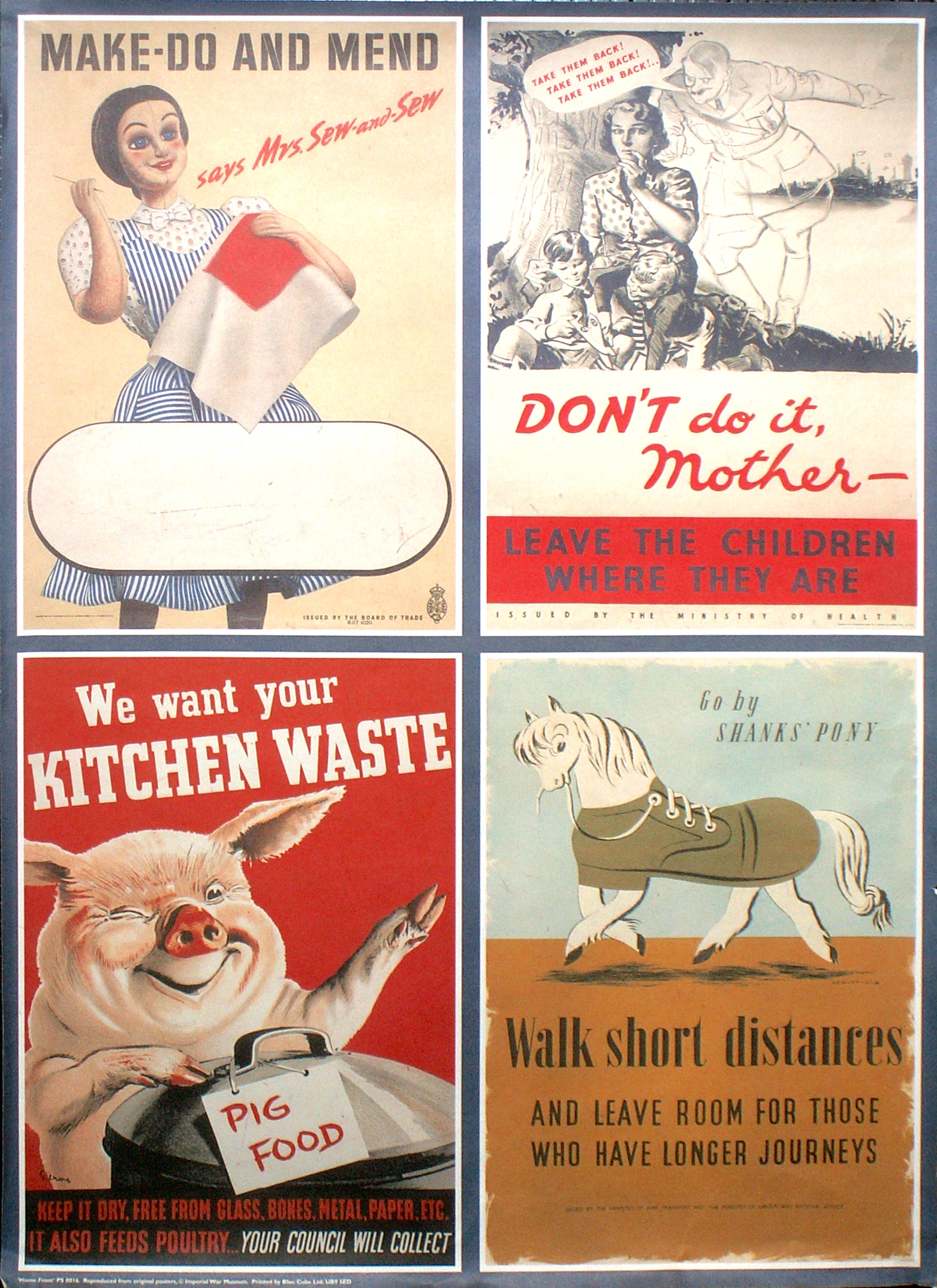
O colecție de afișe de propagandă cu teme diferite

Britanicii au reactivat Ministerul Informațiilor creat în Primul Război Mondial pe durata celei de-a doua conflagrații mondiale pentru a genera propagandă destinată influențării populația pentru susținerea efortului de război. A fost folosită o gamă largă de mijloace de comunicare care viza publicul local și de peste hotare. Formelor tradiționale, precum ziarele și afișele, li s-au alăturat noi mijloace de comunicare, inclusiv proiecțiile de film, jurnalele de actualități și emisiunile radio. A fost abordată o gamă largă de teme, încurajând ostilitatea față de inamic, sprijinul pentru aliați și proiecte specifice pro-război, cum ar fi economisirea și  recuperarea metalului și cultivarea legumelor.

## Mass-media

### Cinematografia
Povestea cinematografiei britanice în cel de-al Doilea Război Mondial este indisolubil legată de cea a Ministerului Informațiilor. Reînființat pe 4 septembrie 1939, a doua zi după declarația de război a Marii Britanii, Ministerul Informațiilor (Ministry of Information, MOI) a fost departamentul guvernamental central responsabil cu publicitatea și propaganda în timpul celui de-al Doilea Război Mondial. Funcția ministerului era de a „prezenta situația națională publicului din țară și din străinătate”. MOI a fost foarte conștient de valoarea filmelor comerciale de divertisment în promovarea cauzei naționale în general și a menținut un contact strâns cu producătorii de filme:
Ministerul i-a sfătuit pe producători cu privire la oportunitatea subiectelor pe care aceștia le-au sugerat și a propus subiecte care, în opinia noastră, ar fi bune pentru străinătate. Ori de câte ori ministerul a aprobat un subiect, am acordat tot ajutorul posibil pentru ca producătorul să obțină mijloacele necesare pentru realizarea filmului.
Ca urmare, filmul de război britanic tipic încearcă să construiască o poveste captivantă de suspans care să transmită în același timp idei de propagandă în sprijinul cauzei aliate. Kenneth Clark, în calitate de șef al Diviziei de Filme a Ministerului de Interne, a susținut în 1940 că publicul trebuie convins de brutalitatea germană, afirmând că „ar trebui să subliniem ori de câte ori este posibil răutatea și răul săvârșit în țările ocupate”. Ulterior, Comitetul de Planificare Internă a considerat că este esențial să prezinte pe deplin „lucrurile rele cu care ne confruntăm ... pentru a întări voința de a continua lupta”. Până în 1942, teama potențialei invazii germane (așa cum era descrisă în filme precum Went the Day Well? (A fost o zi bună?)]) a dispărut, iar realizatorii de filme au început să se orienteze către realitatea brutală a vieții din țările ocupate. The Day Will Dawn  (Ziua se ca ivi) (1942) a fost un film despre rezistența norvegiană, în timp ce  Uncenzurat  (Necenzurat) spunea povestea rezistenței belgiene. Tomorrow We Live (Mâine vom trăi) prezintă Rezistența franceză și eroismul civililor francezi obișnuiți, în timp ce One of Our Aircraft Is Missing (Unul dintre avioanele noastre a dispărut ) (1942) prezintă civili olandezi care își riscă viața pentru a ajuta un grup de aviatori britanici să se întoarcă în Anglia.
De asemenea, au fost importate filme. Churchill a cerut ca întreaga serie a filmului Why We Fight⁠(d) al lui Frank Capra să fie prezentată publicului

#### Jurnalele de știri
Jurnalele de știri au avut un efect deosebit asupra publicului american, cupola Catedralei Saint Paul pe fondul incendiilor și a fumului clădirilor bombardate fiind una dintre imaginile cu un impact deosebit:109

### Afișele

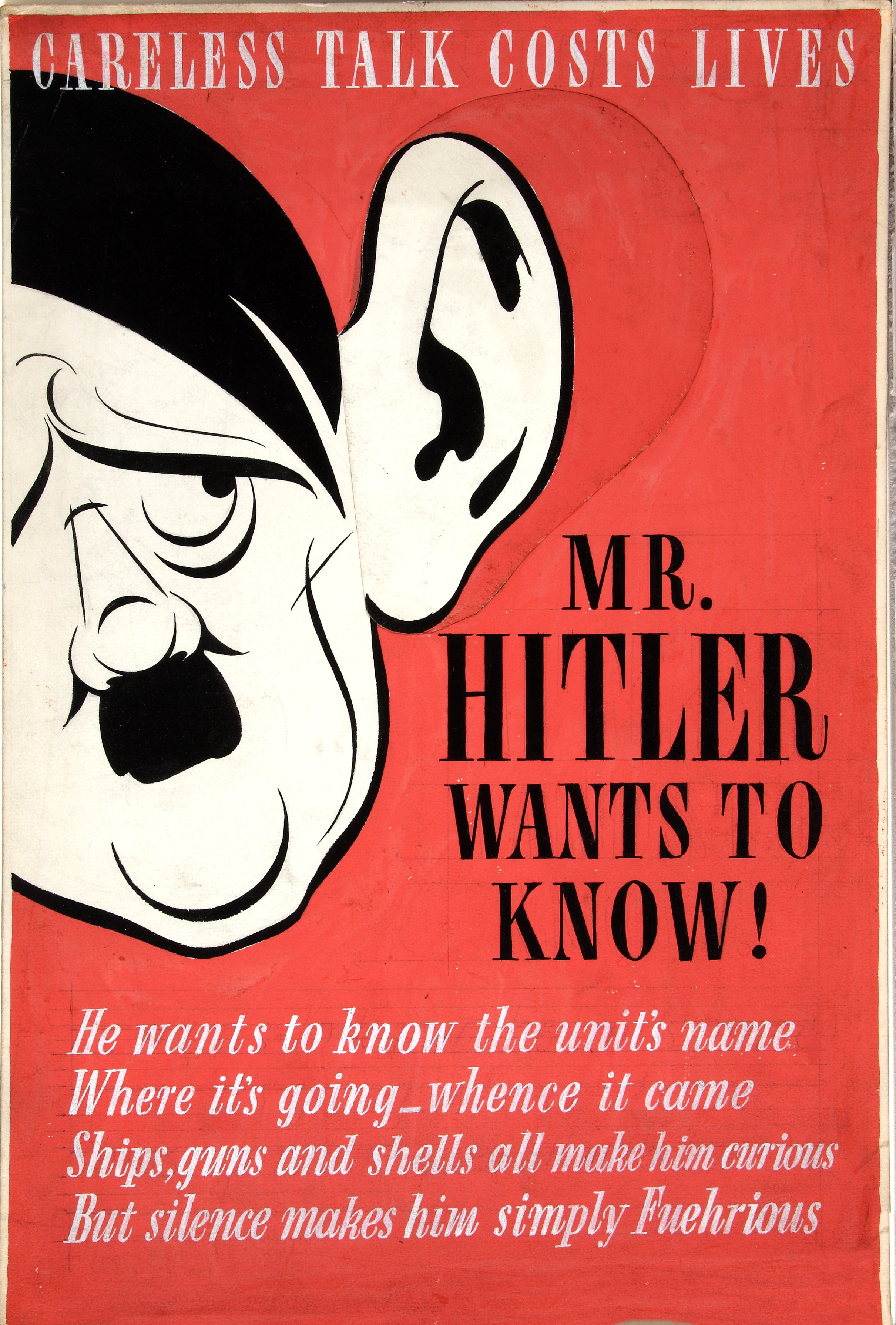
Discuțiile neglijente costă vieți. Domnul Hitler vrea să știe!

Afișele au fost utilizate pe scară largă în campaniile de propagandă. Conținutul acestora a variat de la instrucțiuni simple la conținut pur motivațional. O serie de afișe pentru comisia de transport a Londrei⁠(d) îl prezentau pe personajul de benzi desenate Billy Brown și texte în versuri cu diferite sfaturi sau îndemnuri.
Codul rutier al lui Billy Brown

pentru camuflaj este „Stai departe de drum”

El nu se va grăbi niciodată și nu va începe

Să iasă în întâmpinarea unui autobuz care se oprește.

El nu-și agită lanterna noaptea,

ci „face semne” autobuzului cu ceva alb.

Nu se împinge niciodată la o coadă,

Ci așteaptă la rând. Dar tu?

#### Cele trei afișe motivaționale din aprilie 1939
Aceste trei afișe motivaționale au fost publicate de către guvernul britanic în 1939. Cele trei postere din serie erau:  „LIBERTATEA ESTE ÎN PERICOL, APĂRĂ-O CU TOATĂ PUTEREA TA”, „CURAJUL TĂU, VESELIA TA ȘI FERMITATEA TA NE VOR ADUCE VICTORIA” și „PĂSTREAZĂ-ȚI CALMUL ȘI CONTINUĂ” (toate cuvintele au fost scrise majuscule, iar a doua ediție a inclus o subliniere a substantivelor pentru o și mai mare accentuare). Modelele originale au fost aprobate pentru producția și distribuția în masă în aprilie 1939, deși au fost rareori afișate, iar stocul rămas a fost eliminat în 1940.

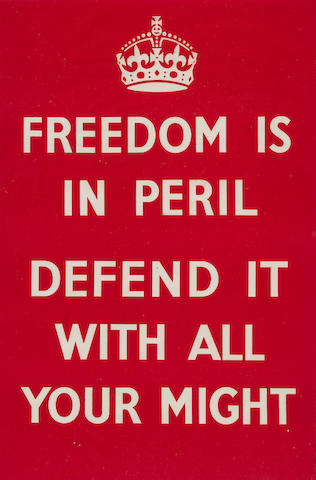
LIBERTATEA ESTE ÎN PERICOL, APĂRĂ-O CU TOATĂ PUTEREA TA
CURAJUL TĂU, VESELIA TA ȘI FERMITATEA TA NE VOR ADUCE VICTORIA
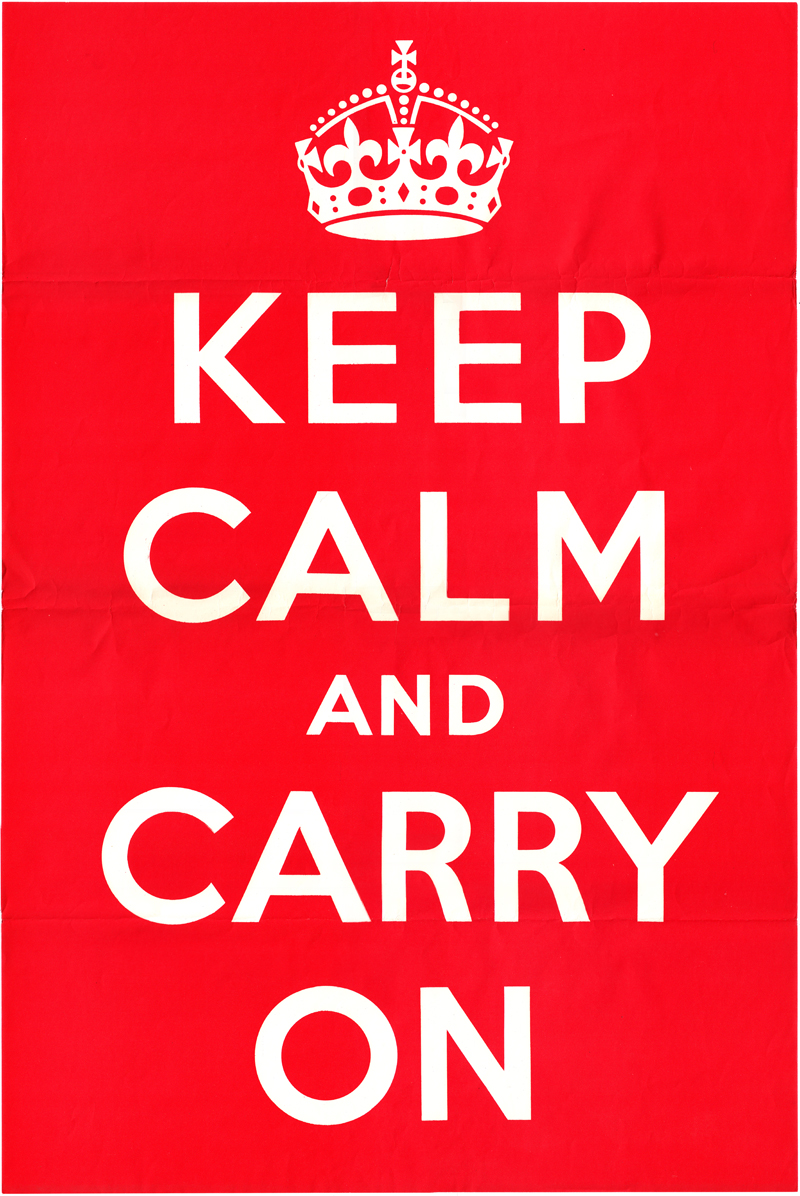
PĂSTREAZĂ-ȚI CALMUL ȘI CONTINUĂ

### Foile volante
Foile volante au fost folosite în mod popular pentru propagandă în teritoriile controlate de inamic, prin aruncarea lor din avioane:110. Foile volante au fost lansate încă din timpul Războiului ciudat:40. La aniversarea declarației premature de victorie a lui Hitler împotriva Uniunii Sovietice, în 1941, exemplare ale ziarului Völkischer Beobachter care relatau povestea au fost lansate deasupra Germaniei:112.
Un pliant În italiană l-a citat pe Giuseppe Garibaldi, care spusese că viitorul Italiei era legat de cel al Marii Britanii, declarând bombardamentele „blestemul lui Garibaldi”:87.

### Cărțile
MOI a publicat o serie de cărți pentru alte ministere, în special seria „The Army at War” (Armata în război) pentru Biroul de Război (viitorul Minister al Apărării). La câteva săptămâni după Ziua Z, lăzi de cărți au fost debarcate în Normandia, pentru a fi distribuite librarilor francezi. Americanii și englezii au participat egal a acest efort:1.

### Radioul
Radioul a fost utilizat pe scară largă, cu emisiuni în 23 de limbi. Emisiunile radio s-au dovedit mai eficiente pentru țările ocupate decât pentru Germania însăși:110–111.
Emisiunile lui Edward R. Murrow despre Blitz au fost deosebit de utile în propagandă pentru Statele Unite, datorită manierei sale calme, obiective și lipsite de prejudecăți. el a primit frâu liber și posibilități aproape nelimitate, chiar și acces la Churchill:111. Relatările sale despre curajul și tenacitatea britanicilor au ajutat la stimularea speranței:109.
De asemenea, emițătoarele din Anglia se dădeau drept emițătoare din Germania, unde rapoartele, în mare parte reale, erau presărate cu minciuni pentru derutarea germanilor:112. 

## Temele propagandei

### Rezistența

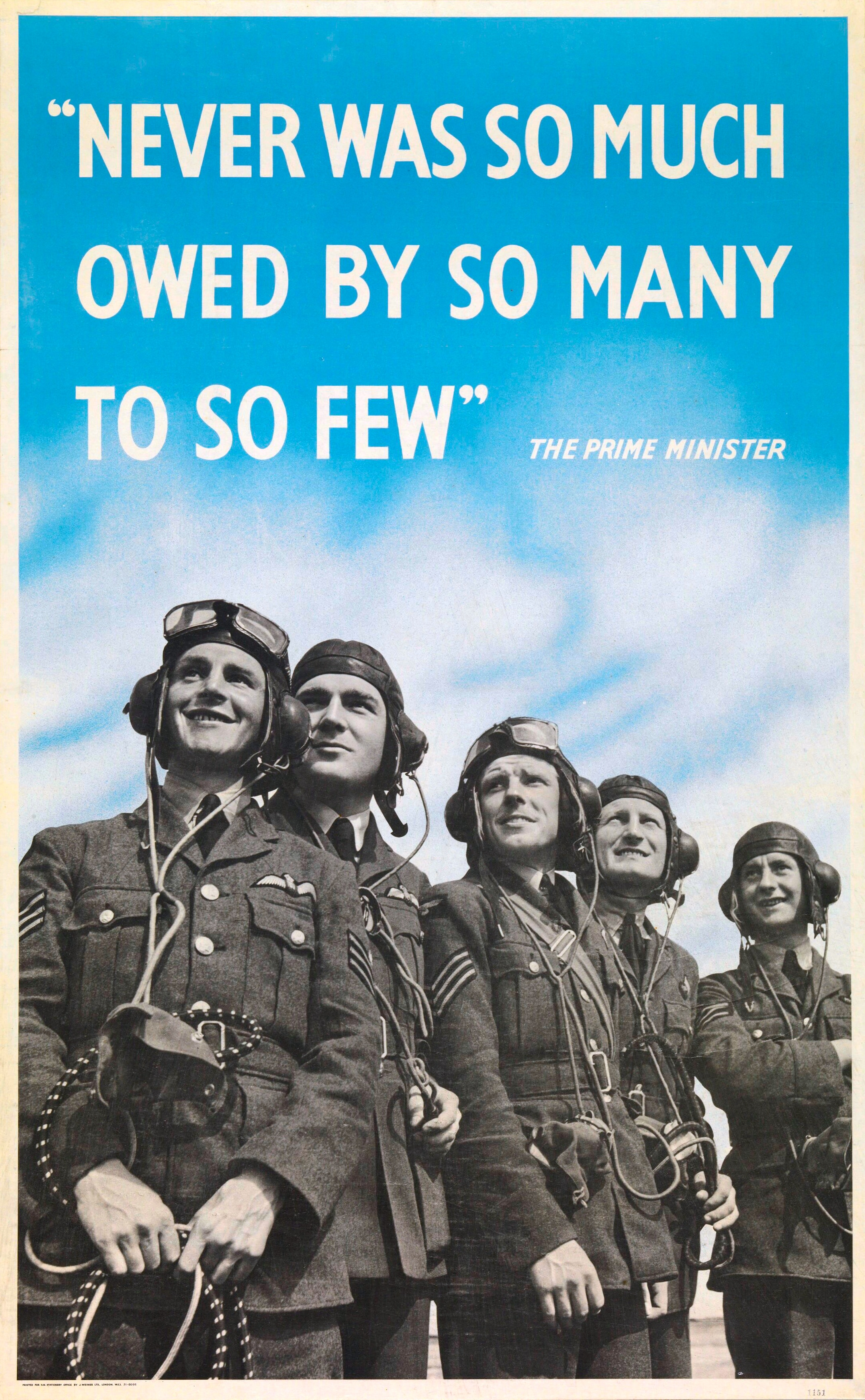
Afiș de propagandă britanică din timpul Bătăliei Angliei

În timpul Războiului ciudat, cartea lui  Harold Nicolson Why Britain is at War (De ce Marea Britanie este în război) s-a vândut în o sută de mii de exemplare:38.
În special în 1940, Winston Churchill a făcut multe apeluri pentru ca britanicii să lupte în continuare și pentru ca unitățile britanice să lupte până la moarte în loc să se predea:41. Apelurile sale la luptă până la victorie au inspirat o îndârjire a opiniei publice:139. Astfel de îndemnuri au ridicat numărul voluntarilor apărării locale și a inspirat dorința de a lupta până la ultimul tranșeu, într-un mod destul de asemănător cu hotărârea japoneză, iar sloganul „Întotdeauna poți lua unul cu tine” a fost folosit în cele mai crâncene momente ale războiului:157

### Victoriile
Victoriile britanice au fost anunțate publicului pentru îmbunătățirea stării de spirit și difuzate în Germania pentru subminarea moralului. Chiar și în timpul evacuării de la   Dunkerque (Dunkirk), s-a dat o tentă retragerii, invocându-se faptul că soldații erau nerăbdători să se întoarcă:54.
Când Günther Prien⁠(d),  comandantul submarinului U-47, a dispărut cu submarinul său pe 7 martie, Churchill a informat personal Camera Comunelor, iar emisiunile radio către Germania au tot întrebat „Unde este Prien?”, până când autoritățile germane au fost forțate să recunoască moartea lui pe 24 mai:550–572:124–126.
Îmbunătățirea situației de pe front a făcut ca comentariile de război ale BBC să fie mult mai antrenante:198.

### Munca

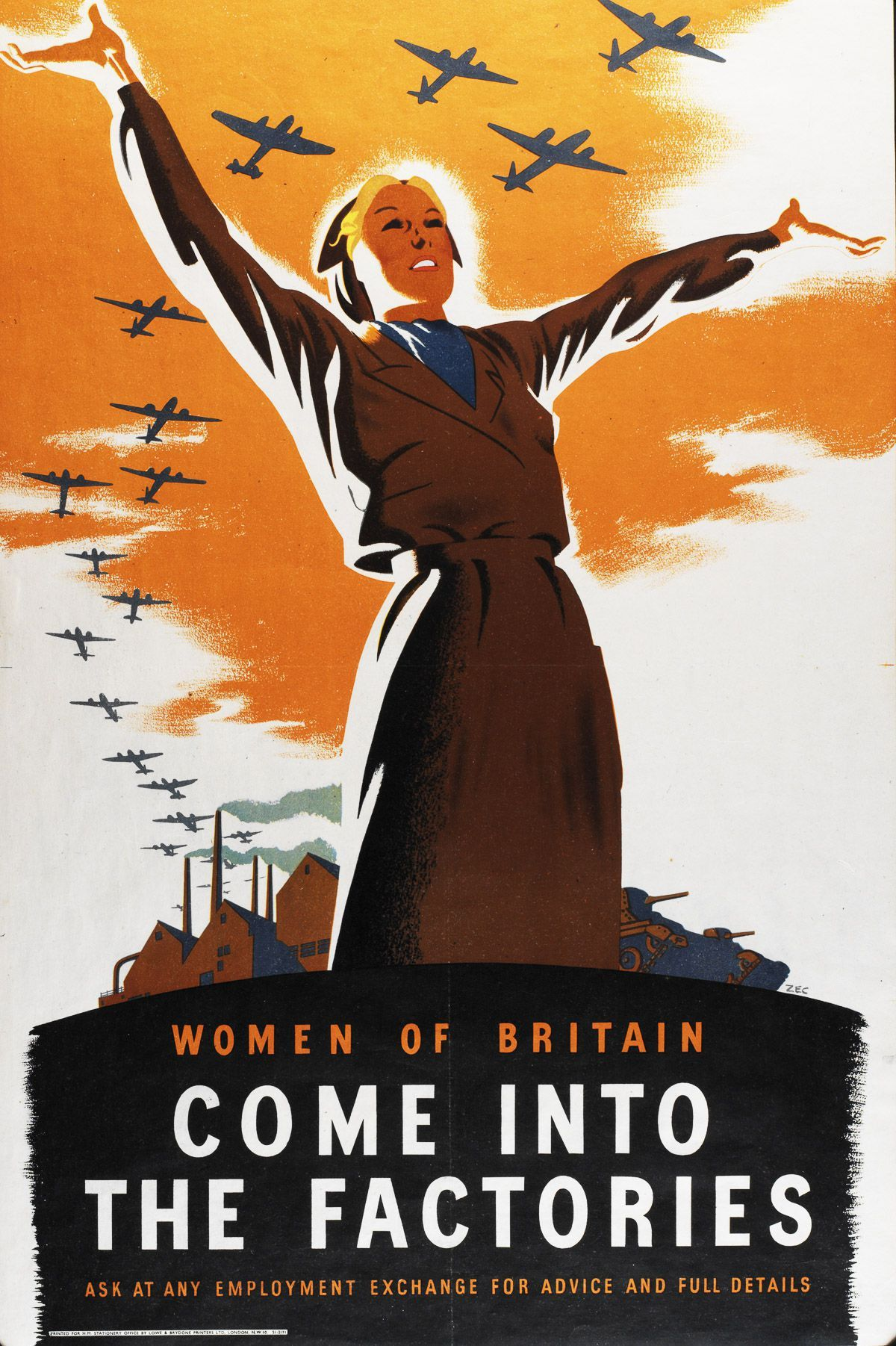
Femei britanice, veniți în fabrici

Propaganda a fost desfășurată pentru a încuraja oamenii să se ofere voluntari pentru munci de război obositoare sau periculoase, cum ar fi în fabrici sau în Home Guard⁠(d):115–116.
Încorporarea bărbaților a făcut ca afișele de recrutare generală să nu fie necesare, dar au existat afișe pentru serviciile specializate și multe afișe destinate femeilor, așa cum a fost cele pentru munca în „Land Army” ori Serviciilor Teritoriale Auxiliare. Filmele și afișele au încurajat femeile să meargă să lucreze în fabricile de muniții:173.
Afișele au vizat, de asemenea, creșterea producției. Forțelor Armate au solicitat adesea sprijinul civililor și afișele alăturau lucrători civili și soldați pentru a le arăta că militarii se bazează pe ei și pentru a-i instrui cu privire la importanța rolului lor.
Oamenii erau încurajați să-și petreacă sărbătorile ajutând la recoltă, chiar și atunci când erau încurajați să stea acasă.

### Evacuarea copiilor
Afișele au făcut apeluri pentru evacuarea copiilor din Londra. Atât pliantele, cât și afișele îndemnau părinții să nu ceară readucerea copiilor în capitală:25. Mulți au fost, de fapt, aduși înapoi în timpul Războiului ciudat, iar guvernul a multiplicat eforturile pentru a-i convinge pe părinți să îi lase pe copii să rămână departe de ei:34. Alte afișe i-au lăudat pe cei care au primit astfel de copii, cum ar acela care prezenta o unei gospodină într-un grup de femei și bărbați în uniformă, în timp ce le urează bun venit copiilor evacuați.

### Penele de curent și camuflajul
Afișele au indicat ce trebuie făcut atunci când se călătorea în timpul unei pene de curent sau a camuflajului. Instrucțiunile includeau sfatul ca lanternele să fie îndreptate în jos pentru a nu orbi oamenii, măsurile de precauție care trebuiau luate la traversarea drumurilor și modul în care pasagerii trebuiau să verifice la coborârea din tren dacă ușa vagonului se deschide spre un peron:111.

### Prevenirea risipei
Propaganda a fost folosită pentru a-i încuraja pe oameni să evite călătoriile neesențiale, să recicleze hârtia uzată și să se supună raționalizării:116. Filmul de propagandă  They Also Serve (Și ele slujesc) prezintă eforturile de economisire ale gospodinelor:174. De asemenea, oamenii au fost chemați „să se descurce”, pentru ca materiile prime să fie disponibile pentru efortul de război. Chiar și un ceainic nesupravegheat, care fierbea mai mult decât era vevoie, era o risipă. Acest lucru urma să fie aplicat și la locul de muncă, chiar dacă firmele plăteau pentru combustibilul irosit.

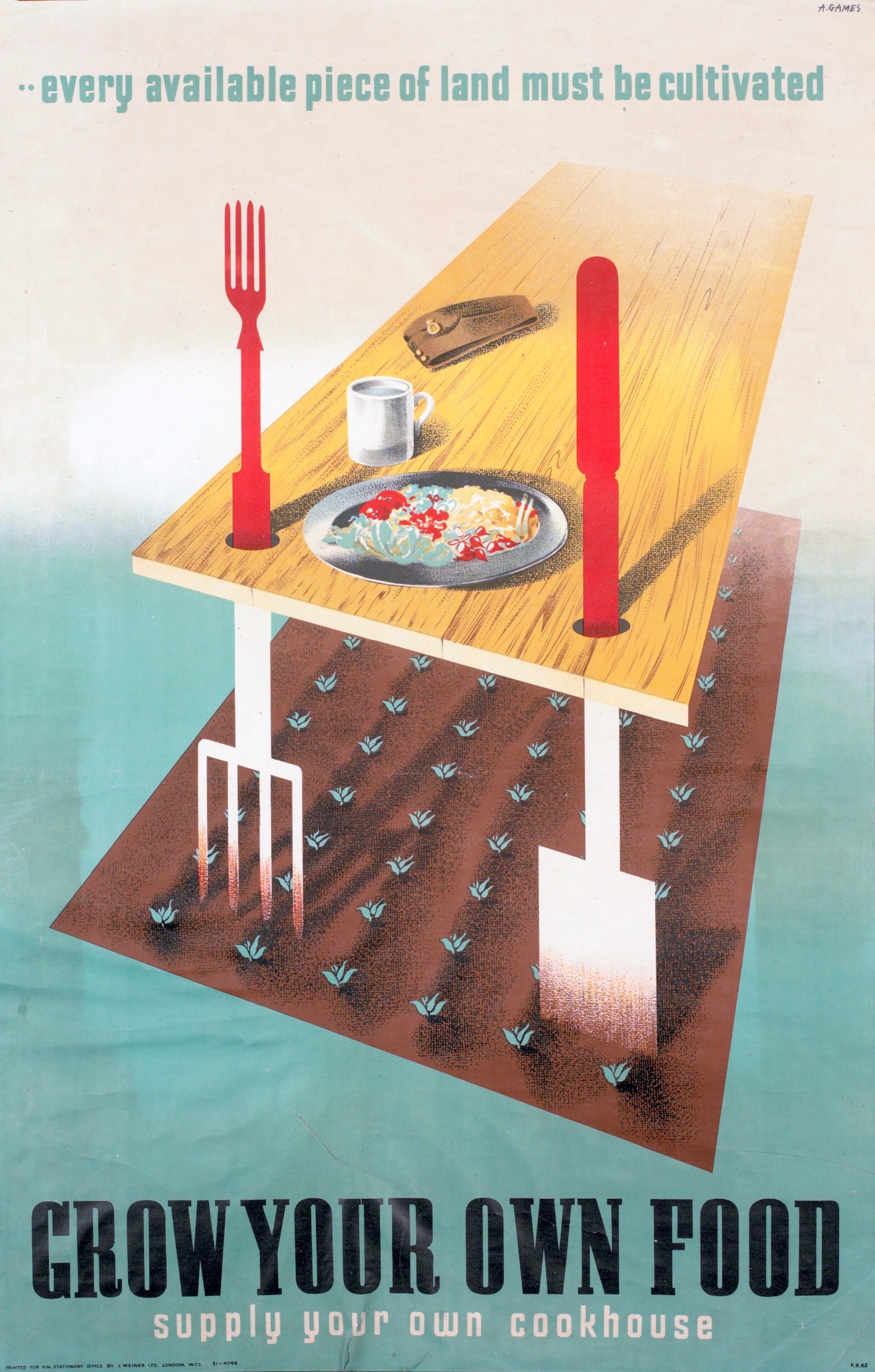
Afiș de propagandă britanic din al Doilea Război Mondial care încurajează cultivarea tuturor peticelor de pământ

Au fost publicate rețete pentru a găti eficient și nutritiv în cadrul dietei cu restricții, care includea mulți  înlocuitori:110–111. Ministerul Alimentației a insistat că nu este înțelept să iei mai mult decât cota repartizată:148. Deși pâinea nu a fost raționalizată, a fost încurajat consumul de  pâinea integrală:149. Propaganda a anunțat, de asemenea, că femeile însărcinate puteau primi suc de portocale și pastile cu vitamine dacă aduceau carnetele de rație și certificatul medical la Biroul de Alimentație:162. Deșeurile de hârtie au necesitat reciclare pentru a economisi cheltuielile de transport:175. Campania „Gândacul risipitor (Squander Bug)” a îndemnat pur și simplu să cheltuiască mai puțin:183.
Deoarece războiul a limitat alte opțiuni, autobuzele a fost supraîncărcate, iar afișele îi îndemnau pe oameni să meargă pe jos pe distanțe scurte, pentru evitarea aglomerării mijloacelor de transport în comun. Pentru călătoriile cu trenul, afișele cereau să se ia în calcul dacă era necesară călătoria și aminteau de importanța alimentelor și munițiilor transportate cu pe calea ferată:110.
Afișele au încurajat, de asemenea, cultivarea alimentelor în grădini. Dificultățile din Bătălia Atlanticului au dus la apariția sloganului „Sapă pentru victorie!” :110. Fiecare grădină ar putea fi folosită în acest scop:171. Deoarece cartofii puteau fi cultivați în acest fel, a fost creat personajul "Potato Pete" pentru a le reaminti oamenilor că cartofii nu ocupau loc pe nave:111Emisiunile radiofonice i-au încurajat pe ascultători să considere cultivarea propriilor alimente ca pe o formă de recreere, nu un sacrificiu pe timp de război:172.
Operațiunile de salvare au fost descrise ca fiind cale către transformarea deșeurilor în arme. A fost organizată o expoziție „Private Scrap (Deșeuri private)” pentru a demonstra utilizările deșeurilor și pentru a sublinia legătura dintre eforturile civililor și ale forțelor armate. Acțiunile de recuperare a materialelor reciclabile a vizat balustradele din fier și vasele din aluminiu:170. Eforturile de economisire ale gospodinelor au fost prezentate ca parte a efortului militar, chiar descriind armele ca provenind direct din eforturile femeilor de a recupera fierul vechi.

### Puterile Axei
Propaganda britanică, ca și cea americană, a prezentat războiul ca pe o luptă a binelui împotriva răului, un aspect care le-a permis să determine populația să lupte pentru un război drept și să folosească subiectele de rezistență și eliberare a țărilor ocupate:22–23.

#### Propaganda antigermană

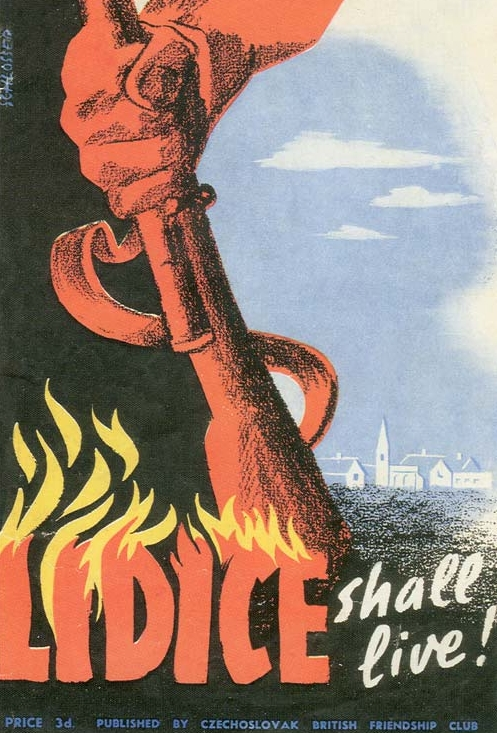
Afiș de propagandă britanic din al Doilea Război Mondial comemorând satul Lidice

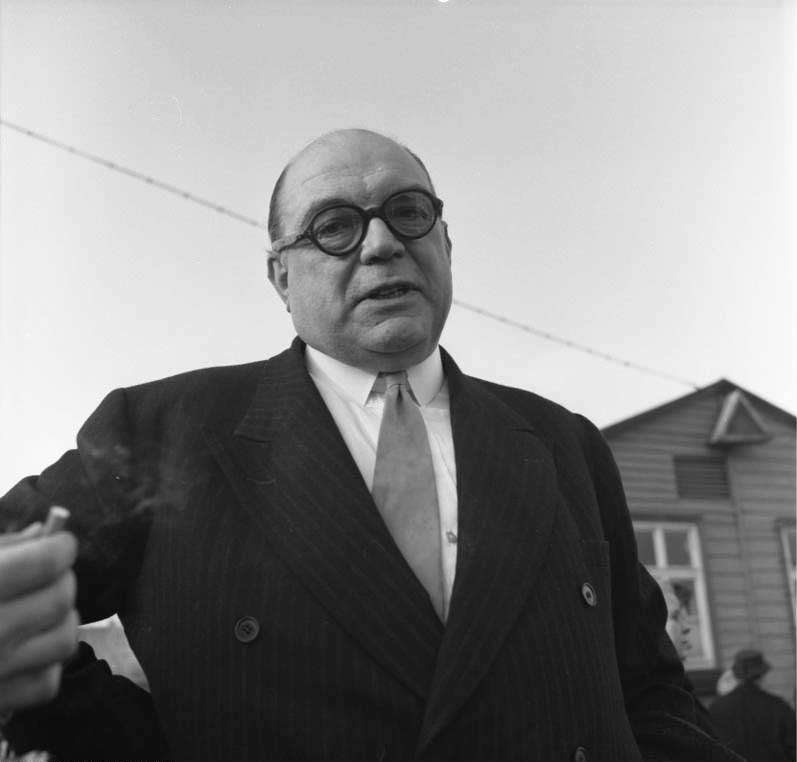
Jurnalistul britanic Sefton Delmer (1958)

S-a vorbit mult despre caracterul dictatorial al guvernului lui Hitler. Germania nazistă a fost tratată ca o sursă principală a răului în cadrul Axei și ca o amenințare mai mare decât Japonia și Italia fascistă:23. Churchill l-a prezentat pe Hitler ca fiind cauza centrală a războiului:283. Germanii au fost, de asemenea, prezentați ca fiind răi, unii afirmând că existența lagărelor de concentrare nu ar fi fost posibilă pe teritoriul francez sau britanic:288.
Scufundarea în prima zi a războiului a vasului de pasageri transatlantic SS Athenia de către submarinul german U-30, eveniment care a dus la moartea unor civili, inclusiv americani, a fost exploatată pe scară largă pentru a demonstra că submarinul era același instrument de teroare ca în Primul Război Mondial. Germanii au încercat să contracareze acest lucru susținând că britanicii au scufundat ei înșiși nava pentru a ponegri Germania:17.
Filmul Men of the Lightship a fost creat pentru a stimula sentimentele anti-germane. În film, nu numai că germanii atacă un vas de pescuit, care nu este considerat în mod tradițional o țintă adecvată, dar îi mitraliază pe supraviețuitori în apă, astfel încât doar unul dintre ei supraviețuiește:116. Afișele îi înfățișau pe germani într-o lumină sinistră. Propaganda a trecut de la minimizarea raidurilor la amplificarea lor, pentru a inspira ură față de inamic și simpatie față de cei neutri, în ciuda încurajărilor pe care le-ar putea da inamicului și a impactului potențial asupra calmului populației:201. Relatările de atrocități au fost prezentate atât ca sinteze ale faptelor cunoscute, cât și ca reportaje de știri așa cum au avut loc:299.
Romanele de istorie alternativă descriau invaziile naziste în Marea Britanie ca pe o formă de „povești de avertizare”:39. Până în 1943, acestea au fost povești sumbre, prezentând victime britanice. După aceea, romanele au avut o notă mai eroică:40.
Respingerea instantanee - și neautorizată - a termenilor de pace din discursul lui Hitler din 19 iulie 1940 de către Sefton Delmer la BBC a produs un mare impact asupra Germaniei. Goebbels a crezut că trebuie să demonstreze inspirație din partea guvernului și, în timp ce s-au făcut eforturi de propagandă pentru a-i convinge pe britanici, presa germană a fost instruită să atace respingerea termenilor de pace:195–196. Rapiditatea respingerii a avut, fără îndoială, la marele efect, pe care autorizația l-ar fi împiedicat. Reacția lui Delmer a produs consternare în guvern, deoarece efectul era de dorit, dar nu se știa ce se va întâmpla dacă un astfel de personaj vocal ar fi făcut vreo declarație nedorită de guvern:195.

#### Propaganda antijaponeză
Deși Winston Churchill a considerat dezastrul de la Singapore și pierderea Burma, Hong Kong și Malaya umilitoare, Brendan Bracken⁠(d), ministrul informațiilor a considerat că este imposibil să le trezească britanicilor sentimente similare cu cele pe care publicul britanic le avea față de Germania, deoarece japonezii se aflau în cealaltă parte a globului, iar germanii acolo, iar părerea sa a învins:7.
Războiul din Pacific a fost considerat periferic de majoritatea britanicilor, dar sentimentul antijaponez a fost folosit într-un afiș african de recrutare. Afișele care descriau unitatea britanică și australiană prezentau adesea o figură japoneză.
Atacul britanic asupra Burmei a fost efectuat în principal pentru ca britanicii să poată spune că și-au recuperat posesiunile coloniale cu propriile forțe:63. Oprațiunea a fost atât de neglijată în știri și propagandă încât a fost numită „armata uitată”:73. Campanii similare s-au desfășurat din același motiv în Malaya și Singapore, chiar dacă oficialii militari au preferat să se alăture campaniilor americane:143.
O broșură pentru soldați, "Japonezii în luptă", și-a propus să demonteze mitul supraomului japonez după valul inițial de victorii nipone.
Revista săptămânală The Spectator a sprijinit bombardarea Japoniei ca răspuns la atrocitățile comise împotriva aviatorilor doborâți sau în luptele fin China:281.

#### Propaganda antiitaliană
Intrarea Italiei în război a fost luată în derâdere pentru că au așteptat până când victoria părea sigură, dar sentimentul antiitalian nu a atins niciodată nivelul sentimentului antigerman:136.

### Aliații
Propaganda a încurajat susținerea aliaților în război, mai întâi pentru națiunile europene, apoi pentru URSS și SUA, sprijinul pentru Commonwealth fiind omniprezent. Promovarea dezbinării a fost, de fapt, o dorință majoră a forțelor Axei:253. Reprezentări de forțe au inclus malaezieni, vest-africani și sovietici. Multe afișe descriu soldați din diferite țări, precum australieni și britanici,, din țările Commonwealthului, din diferite țări ocupate din țările aliate sau marinari americani și britanici. Navele comerciale au fost folosite pentru a ilustra  programul Lend-Lease. Mișcările de rezistență au fost, de asemenea, înfățișate, uneori cu agenți aliați , sau primind mesaje de la aceștia

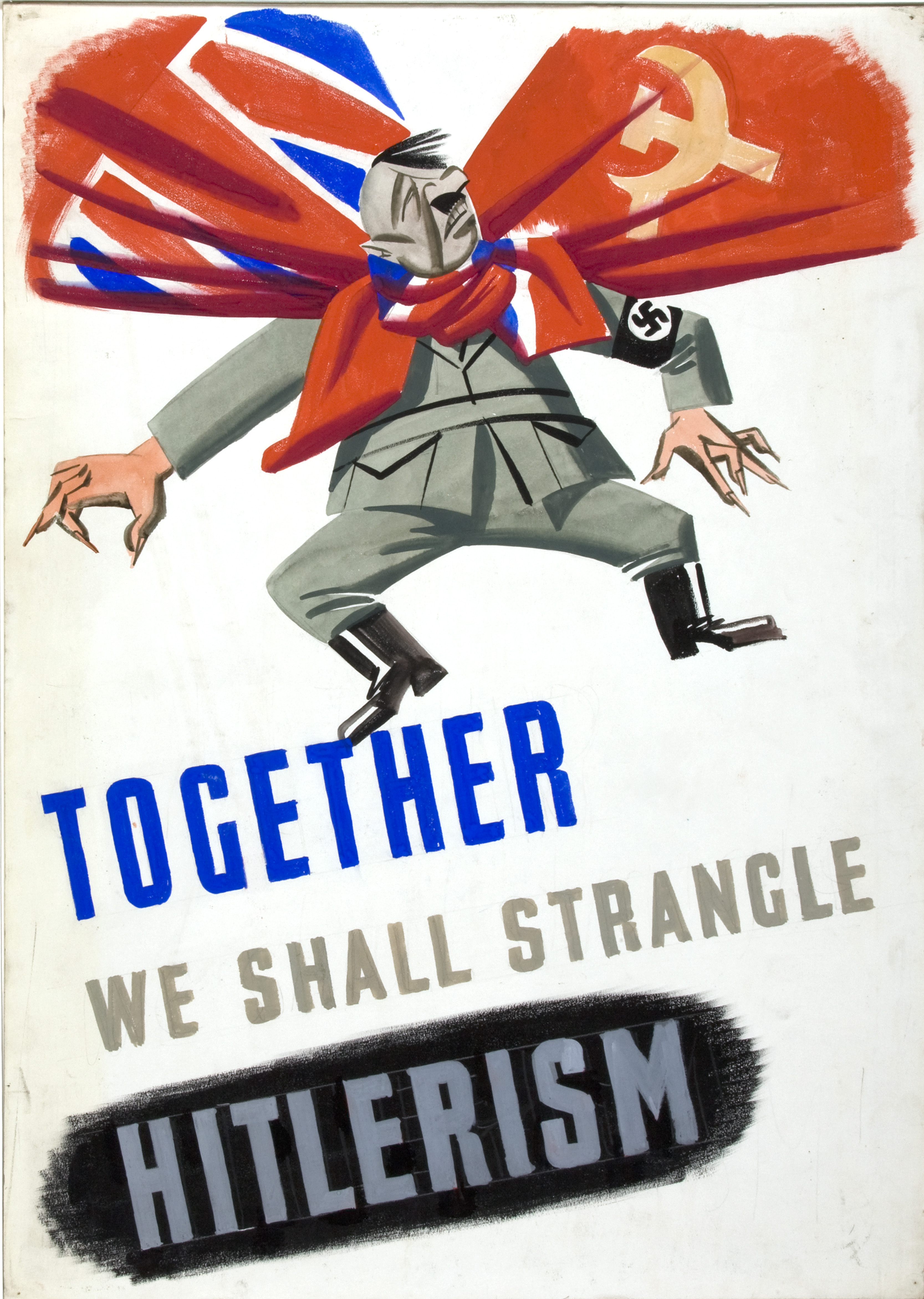
Împreună vom strangula hitlerismul

#### Propaganda pro și contra Uniunii Sovietice
Înainte de atacul german asupra Uniunii Sovietice, URSS a fost tratată cu ostilitate, cum ar fi atunci când un ziar a explicat că Ceaikovski a fost un produs al Rusiei țariste, nu bolșevice. Acest tratament a devenit mai favorabil după atacul Germaniei:200. Bătălia de la Stalingrad a primit o atenție deosebită, fiind descrisă ca o mare victorie împotriva naziștilor:84–85.

Ministerul britanic al Informațiilor a publicat o broșură pentru a contracara temerile ideologice legate de bolșevism, inclusiv afirmațiile conform cărora Teroarea Roșie era o invenție a imaginației naziste. Acest lucru l-a inspirat pe George Orwell să părăsească BBC și să scrie Ferma animalelor, care a fost suprimată de minister până la sfârșitul războiului:297. Mult timp după încheierea războiului, britanicii au susținut punctul de vedere sovietic potrivit căruia naziștii ar fi comis Masacrul de la Katyn.

### Pentru țările ocupate
„Campania V” a vizat țările ocupate, folosind litera V pentru a reprezenta cuvântul francez pentru „victorie (victoire)” și cuvântul olandez pentru „libertate (vrijheid)”, precum și primele acorduri ale Simfoniei a cincea (Simfonia destinului) a lui Beethoven, unde notele de început se potrivesc cu codul Morse pentru „V” (• • • −), pentru emisiunile radio :214. Acest lucru i-a alarmat pe germani până când Goebbels a lansat ideea de a încerca să reformuleze folosirea unui compozitor german ca fiind o victorie germană :215-216. Propaganda britanică a fost difuzată în țările ocupate prin eforturile mișcărilor clandestine:29.

### Pentru SUA
Organizația British Security Coordination⁠(d) a fost creată pentru a face propagandă în Statele Unite pentru intrarea în război și a publicat cantități mari de materiale propagandă pe care au reușit să le ascundă cu succes sub forma unor știri, nici una dintre ele nefiind „demascată” în timpul războiului ca piesă de propagandă. Reportajele despre atacul Blitzkrieg au fost produse în America în speranța că opinia publică cu privire la aprovizionarea Regatului Unit va deveni mai favorabilă britanicilor.

### Dezvăluirea de secrete din greșeală

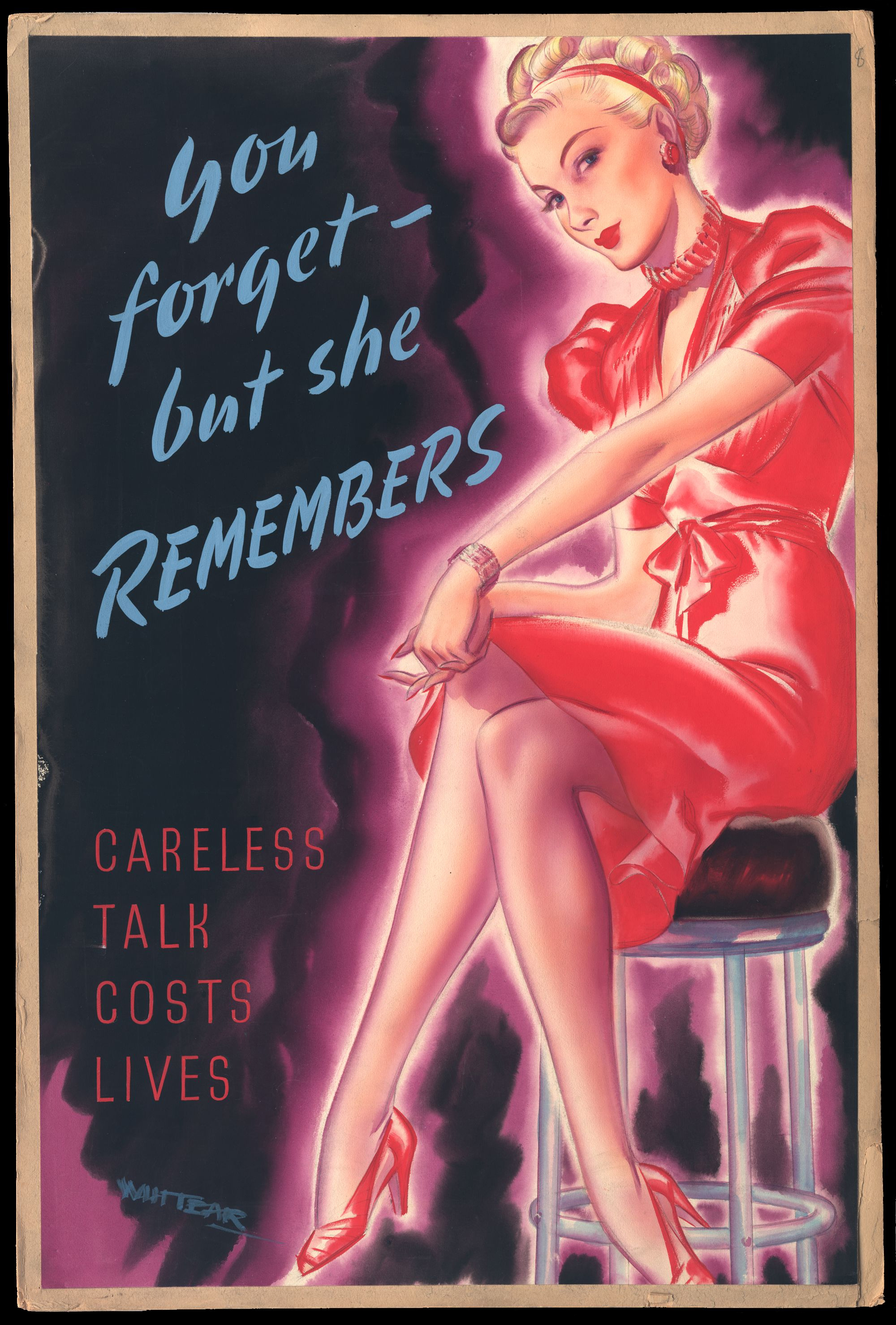
Un afiș care avertizează împotriva discuțiilor neglijente

Propaganda a vizat conversațiile imprudente și a descurajat discutarea informațiilor sensibile acolo unde ar putea fi auzite de spioni, înfățișând fie un spion al Axei, fie o moarte cauzată de scurgerea unor astfel de informații.:123–125. Era, de asemenea, menit să împiedice răspândirea zvonurilor care afectează moralul:91. Primele afișe din această categorie au fost create de " Cyril Bird (Fougasse)" (Cyril Bird), un artist de benzi desenate:190. După ce a ajuns la concluzia că astfel de discuții nu reprezentau o sursă serioasă de informații și că, de multe ori, ar fi fost respinse ca fiind o făcătură, campania nu a fost intensificată:191-192.
Aceasta a fost și tema filmului The Next of Kin (Ruda cea mai apropiată).

#### „Ține-ți gura!”
Pornind de la o campanie din 1940 cu sloganul „Fii ca tata, ține-ți gura!", cea mai cunoscută imagine din această campanie este afișul din 1942 „Ține-ți gura, nu e atât de proastă", realizat de arhitectul și artistul Gerald Lacoste. Acesta înfățișează o femeie blondă plină de farmec care se relaxează, iar ofițerii din fiecare ramură a Forțelor Armate din jurul ei vorbesc între ei. Se subînțelege că ofițerii vorbesc despre secrete militare, pornind de la presupunerea (greșită) că femeia este doar o „blondă proastă” și că, prin urmare, nu va transmite aceste secrete inamicului .
Campania a fost difuzată în 1942 pentru toate gradele, această imagine fiind destinată sălilor de masă și altor locuri unde se întâlneau ofițerii. La sfârșitul lunii mai, săptămânalul Advertiser's Weekly a menționat că a fost introdus „farmecul feminin” sub forma unei frumoase spioane, pe care au insistat să o „boteze Olga Polovsky după celebrul cântec” al lui Len Bermon și Henry Hall. În iunie 1941, ei au mai notat că, după ce au verificat discuțiile din cârciumi, conversațiile de călătorie cu străinii și „discuțiile inofensive” cu prietenii atunci când erau în concediu, guvernul credea că a identificat în sfârșit „problema majoră”. Campania urma să facă un apel direct, luând în considerație modelul "femeii fatale⁠(d)", ca un avertisment  că „atunci când vă aflați în compania unei femei frumoase, amintiți-vă că frumusețea poate ascunde creierul”. Personalul auxiliar din armată părea deosebit de dispus să își dezvăluie postul și domeniul de activitate.

#### Discuțiile neglijente costă vieți

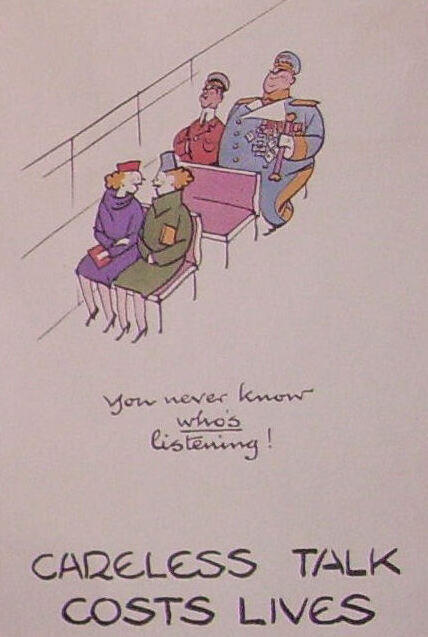
„Discuțiile neglijente costă vieți”

Cele mai cunoscute imagini din această serie sunt cele ale lui Fougasse, care înfățișează oameni care dezvăluie secrete în situații cotidiene (de exemplu, persoane care stau în autobuz și nu văd caricaturile lui Hitler, Goebbels și Goering așezate în spatele lor).

## Vedeți și:
- Propaganda britanică în timpul Primului Război Mondial
- Propaganda americană în timpul celui de-al Doilea Război Mondial
- Propaganda și India în timpul celui de-al Doilea Război Mondial
- Propagandă nazistă
- Propaganda în Japonia în timpul celui de-al Doilea Război Sino-Japonez și al celui de-al Doilea Război Mondial
- Propaganda în Italia Fascistă
- Mitul lui Rommel
- Propaganda sovietică în timpul celui de-al Doilea Război Mondial
- Soldatensender Calais
- Propagandă neagră
- Propagandă albă